# Добрухув
Добрухув (пол. Dobruchów) — село в Польщі, у гміні Водзеради Ласького повіту Лодзинського воєводства.
Населення — 222 особи (2011).
У 1975-1998 роках село належало до Серадзького воєводства.

## Демографія
Демографічна структура станом на 31 березня 2011 року:
|          | Загалом | Допрацездатний вік | Працездатний вік | Постпрацездатний вік |
| -------- | ------- | ------------------ | ---------------- | -------------------- |
| Чоловіки | 106     | 16                 | 72               | 18                   |
| Жінки    | 116     | 24                 | 59               | 33                   |
| Разом    | 222     | 40                 | 131              | 51                   |